# Кожушко Вероніка Ігорівна
Вероніка Ігорівна Кожушко (Ніка Кожушко) (19 травня 2006, Харків, Україна — 30 серпня 2024, Харків, Україна) — українська художниця, поетка, мисткиня, волонтерка.

## Життєпис
Вероніка Кожушко закінчила перший курс Харківського національного університету радіоелектроніки. Брала активну участь у студентському і творчому житті Харкова. Займалася ліногравюрою, малювала картини, досліджувала українське «Розстріляне відродження». Регулярно брала участь у культурних заходах міста, активно популяризувала українську культуру. Виробляла та розповсюджувала шопери й листівки з портретами улюблених українських письменників та поетів. Займалася волонтерством у літературному музеї Харкова.
Один із її малюнків увійшов у 2022 році до збірки картинок до альбому гітариста гурту «Queen» Браяна Мея «Another world 2022».
Загинула 30 серпня 2024 року, під час російського масованого обстрілу міста керованими авіаційними бомбами.
У лютому 2025 року у видавництві «Фоліо» вийшла друком збірка Ніки Кожушко «Час починати танго».

## Вшанування пам'яті
Проєкт «МУР» випустив пісню «Поема вітру», яку присвятив загиблій мисткині. А також присвятив на її честь фільм-м'юзикл «Ти (Романтика)», про що згадується у титрах.
Відома українська письменниця Оксана Забужко зазначила, що «Вероніка Кожушко могла стати яскравою представницею нової української культури, але історія повторюється і сьогодні злочинний режим РФ знищує культурних діячів».
Незадовго до загибелі, чеський оператор Войтех Хьоніг знімав сюжет з Веронікою Кожушко. Саме її історія мала бути пов’язана з кінопроєктом, який готується для прифронтової молоді українців. Він планує організовувати кіномайстерні для цієї молоді на сході України. На основі отриманого під час них досвіду та навичок вони самі знімуть короткометражний художній фільм. Його темою будуть вірші та оповідання Ніки. Інші автори хочуть продовжити проєкт і назвати його на її честь – Покоління Ніка.
Гурт «Жадан і Собаки» випустив серію благодійного мерчу з її малюнками.
Під час конкурсу PinchukArtCentre 2025, в якому художниця брала участь, її нагородили спеціальною відзнакою поза конкурсом.
У лютому 2025 року українська художниця Катерина Ільченко організувала виставку робіт Вероніки Кожушко в місті Акурейрі в Ісландії.
Видавництво Фоліо за сприянням Сергія Жадана опублікувало збірку поезії та прози юної поетеси — «Час починати танго». 
У березні 2025 року гурти «Курган і Agregat» і «Паліндром» випустили пісню на честь Вероніки Кожушко. В обкладинці синглу використана ілюстрація Ніки.    

### Премія «Генерація Ніка»
Харківський літературний музей, благодійний фонд «Ніка генерація» та благодійний фонд Сергія Жадана заснували щорічну премію для молодих митців - «Генерація Ніка».  Премія присуджуватиметься українським художникам та літераторам віком від 16 до 21 року за «творчий дух неспокою, сміливість і небайдужість».
Лауреати конкурсу отримають грошову премію, статуетку «Генерація Ніка» та диплом. Нагородження буде відбуватися в день народження художниці.
19 травня 2025 року у Харкові відбулося перше нагородження переможців премії.